# Труд-Уголок
Труд-Уголок (укр. Труд-Куток) — посёлок в Раздельнянском районе Одесской области Украины.
Основан в 1896 году. Население 276 человек, площадь 0,594 км².